# Crotalaria sacculata
Crotalaria sacculata är en ärtväxtart som beskrevs av Emilio Chiovenda. Crotalaria sacculata ingår i släktet sunnhampor, och familjen ärtväxter. Inga underarter finns listade i Catalogue of Life.